# Ma-12

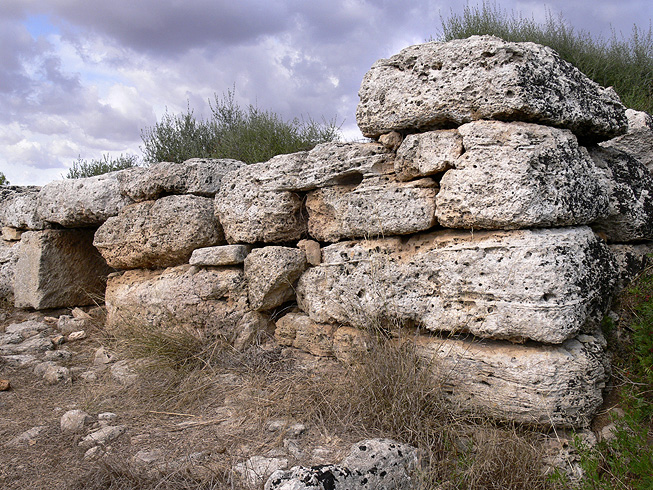
Talaiot a Son Serra de Marina.

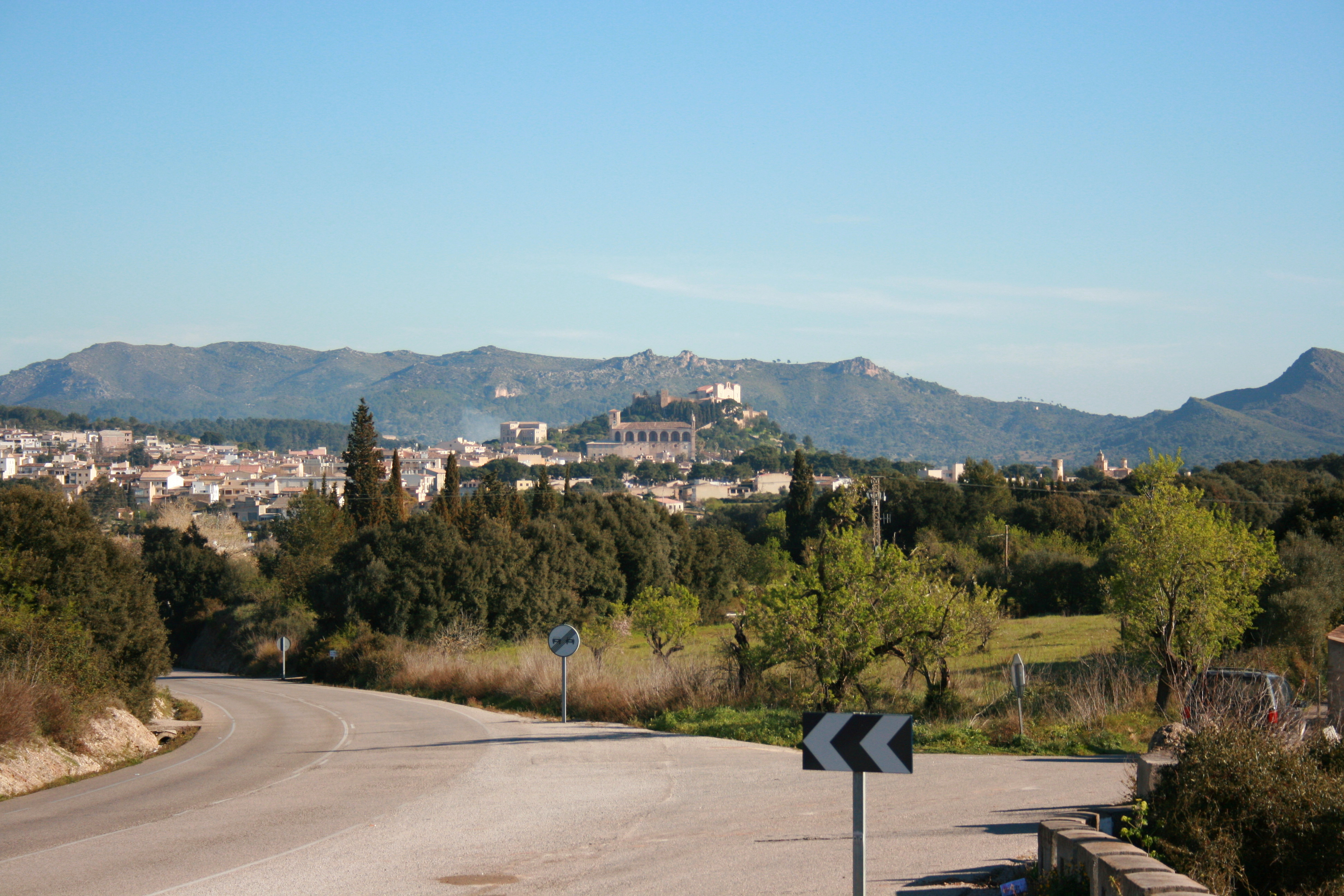
Carretera Ma-12, Artà

La Ma-12 (anteriorment coneguda com a C-712) és la carretera que envolta la badia d'Alcúdia. Té una longitud total de 34 quilòmetres.

## Nomenclatura

### Fins a 2003
Fins al canvi de denominació de carreteres de 2003, any en què s'eliminen les carreteres comarcals, la Ma-12 rebia el nom de C-712. La C indicaba que era una carretera comarcal de nivell estatal i el 712 era el número que li pertocava segons l'ordre de nomenclatures de les carreteres comarcals de les Illes Balears.

### Des de 2003
L'any 2003 la carretera va passar a anomenar-se Ma-12. El prefix Ma indica que és una carretera situada a l'illa de Mallorca i el 12 és el nombre que rep segons l'ordre de nomenclatures de les carreteres de Mallorca.

## Recorregut i enllaços
| PK   | Nom de la població  | Carretera que enllaça |
| ---- | ------------------- | --------------------- |
| 0    | Artà                | Ma-15                 |
| 8,4  | cap                 | Ma-3331               |
| 9,8  | cap                 | Ma-3322               |
| 11,6 | cap                 | Ma-3330               |
| 14,2 | Son Serra de Marina |                       |
|      | Sa Colònia          |                       |
| 15,4 | cap                 | Ma-3400               |
| 22,7 | Ca'n Picafort       | Ma-3410               |
|      |                     | Ma-3431               |
| 24   | radar fix           |                       |
| 25,3 | Alcúdia Pins        |                       |
| 26,2 | Platges de Muro     |                       |
| 28,3 | cap                 | Ma-3433               |
| 32   | Alcúdia             | Ma-13A                |
| 34   | Port d'Alcúdia      |                       |